# Arthur Lydiard
Arthur Leslie Lydiard OBE, (6. juli 1917 i Eden Park, New Zealand – 11. december 2004) var en verdenskendt løbetræner, og han regnes for at være blandt de mest indflydelsesrige løbetrænere i sin tid. 
Lydiard trænede blandt andet Peter Snell, som vandt OL i Rom 1960 på 800 meter. Han stod også bag de finske løberes succes i 1970'erne. Heriblandt Lasse Virén, som vandt fire olympiske guld og satte flere verdensrekorder. Lydiard var en overgang i Danmark, og var her træner for danske topløbere såsom Loa Olafsson og Tom B. Hansen. 
Lydiard satte fokus på især lange langsomme løbeture, mange kilometer i grundtræningsperioden (op til 250 kilometers løb om ugen) og formtopning. Han hævdes at være ophavsmand til jogging.